# Hani Ramadan
Hani Ramadan (ar. هاني رمضان , DMG-Transliteration Hānī  Ramaḍān; * 2. Juni 1959 in Genf) ist ein Schweizer Schullehrer, islamischer Prediger und Buchautor ägyptischer Herkunft. Ramadan leitet das Islamische Zentrum Genf und verfasste mehrere Bücher und Presseartikel zu islamischen Themen, von denen einige kontrovers diskutiert wurden. Er ist der Bruder von Tariq Ramadan, Sohn von Said Ramadan und Enkel des Gründers der Muslimbrüder Hassan al-Banna.
Ramadan wurde im April 2017 in Frankreich mit einem Aufenthaltsverbot belegt, worauf er in die Schweiz ausgeschafft wurde.

## Biographie
Hani Ramadan wurde am 2. Juni 1959 in Genf geboren und absolvierte seine gesamte Ausbildung im Kanton Genf. An der Universität Genf erlangte er 1981 das Lizentiat in Literaturwissenschaft, 1983 in Philosophie und 1984 in arabischer Sprache und Islamwissenschaft. 1990 promovierte er an derselben Universität zum Dr. phil. hist. 1983 wurde er in Genf eingebürgert.
Seit 1981 war Ramadan vom Kanton Genf an der Schule La Golette in Meyrin als Französischlehrer für die Oberstufe angestellt, wo er Schüler im Alter von 12 bis 15 Jahren unterrichtete. Ab den 1980er Jahren begann er daneben auch Vorträge zu islamischen Themen zu halten, die auf Videokassetten in der Schweiz und Frankreich vertrieben wurden. Daneben veröffentlichte er Bücher über die Doktrin des Islams und nahm an Diskussionsrunden und interreligiösen Dialogen teil.
1991 veröffentlichte er das Buch Die Frau im Islam, worin er die Rolle der Frau gemäss seinen religiösen Überzeugungen beschreibt. Seine diesbezüglichen Aussagen wurden vielfach als diskriminierend bezeichnet und führten auch zu Spannungen an Ramadans Arbeitsplatz.
1995 folgte er seinem gestorbenen Vater als ehrenamtlicher Direktor des Islamischen Zentrums Genf. Neben der administrativen Führung des Zentrums betätigte er sich auch als Imam, hielt Predigten, leitete das Freitagsgebet und führte islamische Trauungen durch. Seine Predigten werden auf der Webseite des Zentrums veröffentlicht.
Anfang 2003 wurde Ramadan vom Kanton Genf als Lehrer mit der Begründung entlassen, dass seine öffentlichen Äusserungen zu religiösen Fragen nicht mit der im Kanton geltenden Trennung von Kirche und Staat vereinbar seien. Ramadan bekämpfte seine Entlassung vor Gericht und bekam nach einem zweijährigen Rechtsstreit recht. Der Kanton Genf stellte ihn daraufhin erneut an und musste ihm zwei Jahreslöhne nachzahlen; eine Lehrtätigkeit an der öffentlichen Schule wurde ihm aber nicht mehr gestattet.
Ramadan ist verheiratet und hat drei Kinder.

## Entlassung als Lehrer
Seit 1981 unterrichtete Ramadan in der Schule La Golette in Meyrin Französisch an der Oberstufe. Sein 1991 erschienenes Buch Die Frau im Islam führte zu Konflikten mit seinen Kollegen und insbesondere auch seinen Kolleginnen. Nachdem das Buch 1998 im Magazin L’Hebdo besprochen wurde, unterzeichneten 50 seiner Kolleginnen eine Petition gegen Ramadan an die Genfer Erziehungsdirektorin. Im Gegenzug unterzeichneten seine Schüler ebenfalls eine Petition zu seiner Unterstützung. Ramadan wurde daraufhin von kantonaler Seite an seine Pflicht zu politischer und religiöser Neutralität erinnert; andere Konsequenzen folgten keine. 2000 stand Ramadan erneut im Zentrum einer Kontroverse, weil er an einer anti-israelischen Demonstration zum Dschihad aufgerufen hatte. Er äusserte sich danach im Sinne, dass sein Verständnis von Dschihad nicht als Aufruf zur Gewalt verstanden werden sollte und dass er von der Presse missverständlich zitiert worden sei.
Am 10. September 2002 veröffentlichte Ramadan in der französischen Zeitung Le Monde einen Artikel mit dem Titel La Charia incomprise («die unverstandene Scharia»), in dem er sein Verständnis des islamischen Rechts darlegte. Unter anderem präsentierte er darin die Steinigung als zwar in der Praxis schwierig anwendbare, aber grundsätzlich legitime Bestrafungsmethode. Daneben bezeichnete er in diesem Artikel AIDS als göttliche Strafe für Homosexualität und Drogenkonsum.
Auf eine Anfrage der Genfer Kantonsregierung kam die Erziehungsdirektion zum Schluss, dass Ramadan seine Pflicht zu politischer und religiöser Neutralität grob verletzt habe und entliess ihn als Lehrer, auch wenn er seine religiösen Ansichten nicht direkt vor seinen Schülern diskutiert habe. Ramadan legte gegen diese Entscheidung Rekurs ein und bekam nach zwei Jahren recht; er wurde daraufhin vom Kanton erneut angestellt und bekam zwei Jahreslöhne nachbezahlt.

## Thesen und Kontroversen
Ramadans Artikel zur «unverstandenen Scharia» in Le Monde löste in der Schweizer und internationalen Presse eine starke Reaktion aus. Das Todesurteil durch Steinigung gegen Amina Lawal in Nigeria bezeichnete er darin als den Willen Gottes, und AIDS bezeichnete er als göttliche Strafe für sündiges Verhalten. 
am 23. August 2009 verbreitete er über den der Hisbollah nahestehenden Fernsehsender Al-Manar eine Verschwörungstheorie, laut der die Israelische Regierung mit den Organen getöteter Palästinenser einen schwunghaften Handel betriebe.
Ramadan thematisiert häufig Ereignisse im Palästinakonflikt in kontroverser Weise. Er bezeichnet «die zionistische Logik als essentiell kriegerisch» und den Staat Israel dadurch motiviert, «die Überlegenheit des Auserwählten Volkes im Schaffen von Fakten zu betonen». Daneben bezeichnete er Europa als «vom israelischen Militär infiltriert».
Im August 2015 kritisierte er in der Tribune de Genève die breite Anerkennung für die drei Amerikaner, die am 21. August beim Anschlag im Thalys-Zug 9364 den Attentäter überwältigt hatten, und störte sich insbesondere an deren «Inszenierung als Helden», während gleichzeitig im Bürgerkrieg in Syrien täglich Menschen auf grausame Weise stärben. Sein Artikel stiess in der französischsprachigen Presse auf breite Kritik. Ramadan reagierte auf diese Kritik mit einem Artikel in Le Temps, worin er argumentierte, dass die Zionistische Weltorganisation seit 30 Jahren aktiv Vorurteile gegen das syrische Volk verbreite.
Fünf Tage nach den Anschlägen in Paris vom 13. November 2015 erklärte er auf seinem Blog, dass der Islam mit den Anschlägen nichts zu tun habe und dass man die Schuldigen eher beim Mossad suchen sollte. Im Juni 2016 wurden seine Äusserungen an einer Schweizer Schule zum Hidschab kontrovers diskutiert: Ramadan hatte unverschleierte Frauen mit Zwei-Euro-Münzen verglichen, die ebenso wie diese «von allen gesehen von Hand zu Hand weitergegeben werden».

## Auftrittsverbot in Frankreich
Ab 2016 wurden verschiedene geplante Auftritte Ramadans in Frankreich von den Behörden verboten, so am 17. September in Nîmes, am 1. Oktober in Le Havre, und im Februar 2017 in Roubaix sowie in Saint-Quentin. Am 7. April 2017 wurde ihm von Frankreich ein Aufenthaltsverbot erteilt, und er wurde am 8. April vor einem geplanten Auftritt in Colmar in die Schweiz ausgeschafft.

## Publikationen
- La Femme en Islam, 1991.